# Podkarczmiska
Podkarczmiska – część wsi Huta-Dąbrowa w Polsce, położona w województwie lubelskim, w powiecie łukowskim, w gminie Krzywda.
Do 1954 gromada o nazwie Nowiny-Pokarczmiska w gminie Jarczew.  1954–1972 w gromadzie Podosie. W 1973 sołctwo o nazwie Pokarczmiska-Rozłąki.
W latach 1975–1998 miejscowość administracyjnie należała do województwa siedleckiego.